# (3547) Serov
(3547) Serov ist ein Asteroid des inneren Hauptgürtels, der von der ukrainisch-sowjetischen Astronomin Ljudmyla Schurawlowa am 2. Oktober 1978 am Krim-Observatorium in Nautschnyj (IAU-Code 095) entdeckt wurde.
Aufgrund von Beobachtungen des Asteroiden am Oak-Ridge-Observatorium des Harvard-Smithsonian Centers for Astrophysics vom 31. Oktober 2006 konnte die Bahn des Asteroiden näher bestimmt werden und er erhielt die Nummer 3547. (3547) Serov wurde am 19. Oktober 1994 nach dem russischen Maler Walentin Alexandrowitsch Serow (1865–1911) benannt. Serow gilt als Vertreter der russischen Jugendstilmalerei.